# 梅の木町
梅の木町（うめのきまち）は、秋田県横手市の町丁。郵便番号は013-0068。人口は388人、世帯数は193世帯（2020年10月1日現在）。丁目の設定のない単独町名であり、全域で住居表示を実施している。

## 地理
横手市中央部、横手地域の中部に位置する。東で平城町、西で条里、南で三枚橋、北で横手町（字上真山）と隣接する。住宅街が広がっており、町域の東端を東日本旅客鉄道（JR東日本）の奥羽本線が、西端には国道13号（横手バイパス）がそれぞれ南北に縦貫する。また、主要地方道である県道31号横手停車場線が北端を掠める。
全域が都市計画区域に含まれるが、区域区分非設定区域となっている。都市計画法上の用途地域では大部分が第二種中高層住居専用地域に、国道13号沿いが準工業地域に、富士見大橋沿いが近隣商業地域に指定されている。
域内の区画は「中央第二地区土地区画整理事業」によって整備されたもので、2006年（平成18年）4月14日に換地処分がなされた。

## 世帯数と人口
2020年（令和2年）10月1日現在の世帯数と人口は以下の通りである。
| 町丁     | 世帯数  | 人口  |
| -------- | ------- | ----- |
| 梅の木町 | 193世帯 | 388人 |

### 人口の推移
以下は国勢調査による2005年（平成17年）以降の人口の推移。
| 年                 | 人口 |
| ------------------ | ---- |
| 2005年（平成17年） | 439  |
| 2010年（平成22年） | 402  |
| 2015年（平成27年） | 353  |
| 2020年（令和2年）  | 388  |

以下は国勢調査による2005年（平成17年）以降の世帯数の推移。
| 年                 | 世帯数 |
| ------------------ | ------ |
| 2005年（平成17年） | 188    |
| 2010年（平成22年） | 185    |
| 2015年（平成27年） | 159    |
| 2020年（令和2年）  | 193    |

## 小・中学校の学区
市立小・中学校に通う場合、学区（校区）は以下の通りとなる。
| 番地                                                                                   | 小学校               | 中学校               |
| -------------------------------------------------------------------------------------- | -------------------- | -------------------- |
| 12番、13番(1号～10号、26号～30号)、14番(1号～11号、28号～32号)、15番、16番、17番、18番 | 横手市立横手南小学校 | 横手市立横手南中学校 |
| 1番～11番、13番(11号～25号)、14番(12号～27号)                                          | 横手市立朝倉小学校   | 横手市立横手北中学校 |

## 交通

### 鉄道
東端を奥羽本線が通っているが、駅はない。最寄り駅は■奥羽本線、■北上線の横手駅。

### 道路
- 国道13号（横手バイパス）
- 秋田県道31号横手停車場線

## 施設
- 梅ノ木街区公園[12]
- 横手平城郵便局（3番10号）[13]
- やまや 横手店（7番24号）[14]
- ドクターアイズ 秋田横手店（16番3号）[15]
- ふるさと燃料サービス JA-SS 横手中央給油所（16番8号）[16]
- 東北労働金庫 横手支店（17番7号）[17]